# Jamal Lewis
Jamal Piaras Lewis (Luton, Inglaterra, Reino Unido, 25 de enero de 1998) es un futbolista norirlandés. Juega de defensa y se encuentra sin equipo.

## Trayectoria
Cuando era joven fue campeón nacional en atletismo en la categoría élite en 1500 m y 800 m antes de dedicarse al fútbol. Durante la temporada 2016-17 Lewis jugó para el Norwich City sub-23, y al término de la temporada firmó un contrato con el club hasta 2021. Debutó con el primer equipo del Norwich City en diciembre de 2017 contra el Brentford. Anotó su primer gol profesional en el replay de la 3.ª ronda de la FA Cup al Chelsea en el minuto 93.
El 8 de septiembre de 2020 fichó por el Newcaslte United F. C. para las siguientes cinco temporadas. En las tres primeras jugó 36 partidos y en julio de 2023 fue cedido al Watford F. C. que tenía la opción de adquirirlo en propiedad. Esto no sucedió y en septiembre de 2024 fue prestado al São Paulo F. C. hasta junio de 2025. Sin embargo, seis meses antes de lo previsto regresó a Inglaterra tras sufrir una lesión en el tobillo que requería cirugía. Al final de temporada quedó libre al expirar su contrato.

## Selección nacional
Aunque nació en Inglaterra, Lewis podía representar a la selección de Irlanda del Norte ya que su madre nació en Belfast. Fue llamado a la sub-21 de Irlanda del norte en junio de 2017 y debutó contra Estonia.
En marzo de 2018 recibió su primera llamada para la absoluta de Irlanda del Norte y debutó el 24 de marzo contra Corea del Sur.

## Estadísticas

### Clubes
Actualizado al último partido disputado el 10 de noviembre de 2024.
| Club                              | Div.          | Temporada     | Liga  | Liga  | Copas nacionales | Copas nacionales | Copas internacionales | Copas internacionales | Total | Total |
| Club                              | Div.          | Temporada     | Part. | Goles | Part.            | Goles            | Part.                 | Goles                 | Part. | Goles |
| --------------------------------- | ------------- | ------------- | ----- | ----- | ---------------- | ---------------- | --------------------- | --------------------- | ----- | ----- |
| Norwich City F. C. Inglaterra     | 2.ª           | 2016-17       | 0     | 0     | 0                | 0                | —                     | —                     | 0     | 0     |
| Norwich City F. C. Inglaterra     | 2.ª           | 2017-18       | 22    | 0     | 2                | 1                | —                     | —                     | 24    | 1     |
| Norwich City F. C. Inglaterra     | 2.ª           | 2018-19       | 42    | 0     | 2                | 0                | —                     | —                     | 44    | 0     |
| Norwich City F. C. Inglaterra     | 1.ª           | 2019-20       | 28    | 1     | 4                | 0                | —                     | —                     | 32    | 1     |
| Norwich City F. C. Inglaterra     | Total club    | Total club    | 92    | 1     | 8                | 1                | —                     | —                     | 100   | 2     |
| Newcastle United F. C. Inglaterra | 1.ª           | 2020-21       | 24    | 0     | 2                | 0                | —                     | —                     | 26    | 0     |
| Newcastle United F. C. Inglaterra | 1.ª           | 2021-22       | 5     | 0     | 1                | 0                | —                     | —                     | 6     | 0     |
| Newcastle United F. C. Inglaterra | 1.ª           | 2022-23       | 2     | 0     | 2                | 0                | —                     | —                     | 4     | 0     |
| Newcastle United F. C. Inglaterra | Total club    | Total club    | 31    | 0     | 5                | 0                | —                     | —                     | 36    | 0     |
| Watford F. C. Inglaterra          | 2.ª           | 2023-24       | 36    | 0     | 2                | 0                | —                     | —                     | 38    | 0     |
| Watford F. C. Inglaterra          | Total club    | Total club    | 36    | 0     | 2                | 0                | —                     | —                     | 38    | 0     |
| São Paulo F. C. · Brasil          | 1.ª           | 2024          | 6     | 0     | 0                | 0                | 0                     | 0                     | 6     | 0     |
| São Paulo F. C. · Brasil          | Total club    | Total club    | 6     | 0     | 0                | 0                | 0                     | 0                     | 6     | 0     |
| Total carrera                     | Total carrera | Total carrera | 165   | 1     | 15               | 1                | 0                     | 0                     | 180   | 2     |
| 1.                                |               |               |       |       |                  |                  |                       |                       |       |       |

### Selección nacional
| Selección                  | Temporada     | Encuentros | Encuentros |
| Selección                  | Temporada     | Part.      | Goles      |
| -------------------------- | ------------- | ---------- | ---------- |
| Sub-19 Irlanda del Norte   | 2016          | 3          | 0          |
| Sub-19 Irlanda del Norte   | Total         | 3          | 0          |
| Sub-21 Irlanda del Norte   | 2017-         | 1          | 0          |
| Sub-21 Irlanda del Norte   | Total         | 1          | 0          |
| Absoluta Irlanda del Norte | 2018-         | 30         | 0          |
| Absoluta Irlanda del Norte | Total         | 30         | 0          |
| Total carrera              | Total carrera | 34         | 0          |